# Norwegian International 1967
Die Norwegian International 1967 fanden in Oslo statt. Es war die elfte Austragung dieser internationalen Titelkämpfe von Norwegen im Badminton.

## Finalergebnisse
| Disziplin    | Sieger                           | Finalist                         | Ergebnis         |
| ------------ | -------------------------------- | -------------------------------- | ---------------- |
| Herreneinzel | Erland Kops                      | Sture Johnsson                   | 15–8, 15–6       |
| Dameneinzel  | Eva Twedberg                     | Ulla Strand                      | 3–11, 11–8, 11–3 |
| Herrendoppel | Erland Kops Elo Hansen           | Sture Johnsson Kurt Johnsson     | 15–8, 15–11      |
| Damendoppel  | Lizbeth von Barnekow Ulla Strand | Eva Twedberg Gittan Nyberg       | 15–1, 15–8       |
| Mixed        | Elo Hansen Ulla Strand           | Erland Kops Lizbeth von Barnekow | 15–9, 15–12      |